# Svatba jako řemen
Svatba jako řemen je česká filmová komedie natočená režisérem Jiřím Krejčíkem v roce 1967. Film vypráví o předsvatebních přípravách, kdy ženich (Jiří Hrzán) si chce ještě naposled užít svobody, trochu přebere a zaplete se do znásilnění, takže ve svatební den nestíhá dopravit se včas na správné místo, což rodina nevěsty bere poněkud nervózně.

## Obsazení
| Iva Janžurová        | prodavačka Hanička        |
| Vladimír Pucholt     | rotný VB Stoklasa         |
| Jan Vostrčil         | podpraporčík VB, náčelník |
| František Filipovský | otec nevěsty              |
| Stella Zázvorková    | matka nevěsty             |
| Jiří Hrzán           | ženich Venda              |
| Alena Walterová      | nevěsta Blaženka          |
| Pavel Landovský      | řidič Lojza               |
| Jan Schánilec        | pásek Peckář              |
| Jan Libíček          | tajemník                  |
| Ilja Prachař         | major, Vendův strýc       |
| Anna Kratochvílová   | teta Růža                 |
| Ivana Karbanová      | Máňa, dcera tety Růži     |

Dále hrají: Josef Hlinomaz (helikonista), Jiří Hálek (ženich), Jiří Lír (vedoucí samoobsluhy), Ludmila Roubíková (zřízenkyně na nádraží), Josefa Pechlátová (babička), Václav Kotva (pokladník na nádraží), Vladimír Hrabánek (muzikant Pepa), Gustav Oplustil (ženich), Blažena Slavíčková (teta), František Husák (ženich), Lubomír Kostelka (fotoreportér), František Bohdal (manžel tety Růži), Karel Hovorka (tajemníkův kolega), Alena Bradáčová (slečna), Pavla Pekárková (slečna), Ivana Herglotzová (slečna), Milada Ježková (matka s dítětem v náručí), Robert Marek (ředitel pojišťovny; mluví Milan Mach), Eva Řepíková (svatebčanka), Antonín Samler (číšník v nádražní restauraci), Alois Vachek (muž na korbě auta)

## Tvůrci a štáb
- Režie: Jiří Krejčík
- Předloha: Václav Fürst (Svatebčanem ze služební povinnosti skutečný případ uveřejněný v časopisu Kriminalistický sborník 10/1961)
- Původní filmový námět: Zdeněk Mahler
- Scénář: Zdeněk Mahler, Jiří Krejčík (včetně technického), Pavel Juráček (dialogy)
- Dramaturg: Václav Šašek
- Kamera: Josef Střecha
- Vedoucí výroby: František Milič
- Hudba: Zdeněk Liška
- Nahrál: Filmový symfonický orchestr (řídil Štěpán Koníček), Orchestr Karla Duby
- Architekt: Oldřich Okáč
- Zvuk: Dobroslav Šrámek
- Střih: Josef Dobřichovský
- Umělecký maskér: Ladislav Bacílek
- Pomocný režisér: Věra Ženíšková
- Vedoucí výpravy: Miroslav Dvořák
- Dále spolupracovali: Zeno Dostál (asistent režie), Ivan Wurm (II. kameraman), Karel Hyka (zástupce vedoucího výroby), Václav Havlík (zástupce vedoucího výroby), Milena Voborská (skript), Vlastimil Hasala (kostýmy), Růžena Bulíčková (kostýmy), Jiřina Davidová (masky), Helena Lehovcová (asistentka střihu), Miroslava Švestková (klapka), Jaroslav Trousil (fotoreportér)

## Hodnocení
V souvislosti s obnovenou premiérou snímku v prosinci roku 1989 oslovil filmový magazín Záběr šest filmových kritiků z různých českých a slovenských periodik a uveřejnil jejich hodnocení filmu s následujícím výsledkem:
| Jméno            | Působení v periodiku | Hodnocení       |
| ---------------- | -------------------- | --------------- |
| Michal Bartůšek  | Mladý svět           | 4/5 hvězdiček   |
| Stanislav Bensch | Záběr                | 4/5 hvězdiček   |
| Emília Kincelová | Práca                | 4/5 hvězdiček   |
| Pavel Melounek   | Scéna                | 4/5 hvězdiček   |
| Věra Míšková     | Rudé právo           | 3.5/5 hvězdiček |
| Eva Zaoralová    | Film a doba          | 4.5/5 hvězdiček |

## Návštěvnost
Od své premiéry v červnu 1967 až do 1. září 1974, kdy byl vyřazen z distribuce, vidělo film v českých kinech v rámci 7 401 představení celkem 1 111 460 diváků. V prosinci 1989 byl film v obnovené premiéře znovu uveden do kinodistribuce, ze které byl vyřazen k datu 1. listopadu 1993. V součtu s tímto znovuuvedením vidělo film v českých kinech v rámci 11 123 představení celkem 1 280 320 diváků.